# Darne Mle 1933
La mitrailleuse Darne Modèle 1933 era una mitragliatrice leggera aeronautica prodotta tra le due guerre mondiali in Francia in calibri diversi da 6 mm a 8 mm.

## Storia
L'azienda armiera francese Darne di Saint-Étienne, famosa per i suoi innovativi fucili da caccia, entrò nel campo delle armi militari nel 1915, quando ottenne un contratto da parte del Governo francese per la produzione di 3.266 mitragliatrici leggere Lewis calibro .303 British. Nel 1916 la casa annunciò lo sviluppo di una propria mitragliatrice; l'arma, alimentata a nastro, era progettata per una rapida produzione, priva delle non necessarie finiture tipiche delle armi dell'epoca. Le rifiniture erano infatti grezze e l'aspetto esteriore scarno ed essenziale, ma funzionava bene ed il prezzo era molto inferiore alle mitragliatrici contemporanee con prestazioni simili.
L'esercito francese testò la Darne Mle 1918 in calibro 8 mm Lebel tra il 1917 ed il 1918 ma la Grande Guerra terminò prima che fossero firmati contratti di produzione. Nonostante ciò, negli anni venti e trenta l'azienda riuscì a perfezionare la sua arma sia in versioni da fanteria che in versioni aeronautiche da proporre all'Aéronautique Militaire ed alle altre forze aeronautiche come mitragliatrice brandeggiabile per la postazione dell'osservatore; per esempio furono elaborati la Mle 1919 da caccia sincronizzata sparante attraverso il disco dell'elica, il fucile mitragliatore Mle 1922, la Mle 1923, fu offerto invano all'esercito che gli preferì il MAC 24.
Tutte queste versioni erano progettate secondo lo stesso concetto di essenzialità, ma nonostante ciò stentavano a trovare un cliente di lancio. Finalmente all'inizio degli anni trenta la mitragliatrice brandeggiabile aeronautica Mle 1933 in calibro 7,5 × 54 mm MAS venne adottata dall'Aéronautique Militaire (che l'anno successiva sarebbe diventata autonoma dall'Armée de terre, diventando l'Armée de l'air) e dall'Aéronautique navale.
Tra il 1934 ed il 1936 la Mle 1933 venne installata su numerosi tipi di aerei, come il Dewoitine D.500. Le prestazioni risultarono penalizzate da un problema di compatibilità tra l'arma e la munizione da 7,5 mm, che avrebbe potuto essere risolto se la comparsa della MAC 1934 non avesse spinto l'aeronautica francese a standardizzarsi su quest'ultima. L'arma venne quindi relegata alla seconda linea, anche se ancora nel 1936 gli aerei di prima linea erano ancora armati con la Darne. L'Aéronautique navale la utilizzò senza particolari problemi addirittura fino alla fine della seconda guerra mondiale. In un concorso indetto nel 1935 dalla Royal Air Force britannica per sostituire la Lewis, la Darne in calibro .303 British (7,7 mm) si classificò seconda su una dozzina di armi proposte. Inoltre, l'arma utilizzava dall'origine l'alimentazione a nastro, che invece sulla concorrente MAC 1934, peraltro più costosa, fu disponibile solo dal 1939.
Le buone qualità, unite ad un prezzo contenuto, favorirono un discreto successo del modello sul mercato estero, compreso il Regno d'Italia. La produzione totale fu di circa 11.000 unità; inizialmente l'arma venne prodotta direttamente dalla Darne, poi verso la fine degli anni trenta venne delocalizzata in Spagna per motivi economici. La Wehrmacht riutilizzò le Mle 1933 di preda bellica, ridenominate MG 106(f), come armi antiaeree e nelle difese costiere.

## Tecnica

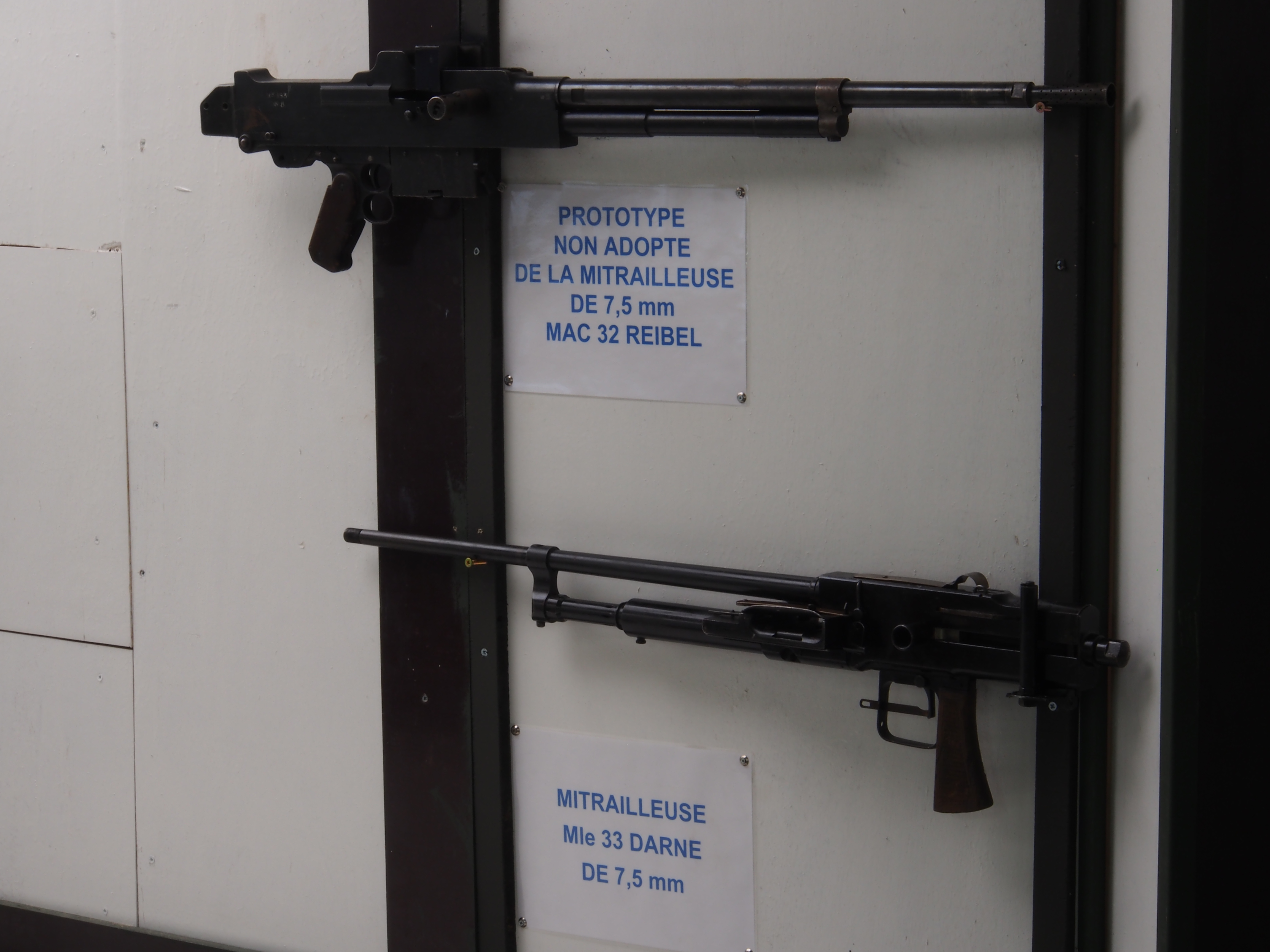
Un prototipo di MAC 32 ed una Darne Mle 1933.

La Darne Modèle 1933 presentava una grande semplicità costruttiva, produttiva ed un costo contenuto di 700 franchi francesi. Tecnicamente era una mitragliatrice leggera aeronautica, funzionante a sottrazione di gas, raffreddata ad aria, con una cadenza di tiro compresa tra 900 e 1.200 colpi al minuto, regolata dal sincronizzatore. L'alimentazione poteva avvenire da destra o da sinistra indifferentemente; le mitragliatrici alari ed in fusoliera erano alimentate con nastro da 1.500 cartucce a maglie metalliche disintegrabili tipo Prideaux, precedentemente utilizzate con le cartucce inglesi da 7,7 mm; quelle per osservatore, su affusto brandeggiabile, erano alimentate con caricatori a tamburo da 200 colpi.

## Utilizzatori
- Francia: 6.000 pezzi:
  - Armée de l'air
  - Aéronautique navale
- Brasile
- Cecoslovacchia
- Germania
- Lituania
- Regno di Serbia: 2.500 pezzi.
- Italia: 1.000 pezzi:
  - Regia Aeronautica
- Spagna: 1.200 pezzi.

## Velivoli armati
Francia
- Bernard H 52
- Bernard H 110
- Bloch MB 200
- Breguet Bre 521 Bizerte
- Dewoitine D.1
- Dewoitine D.27
- Dewoitine D.371
- Dewoitine D.500
- Dewoitine D.501
- Dewoitine D.510
- Latécoère 290
- Latécoère 298
- Latécoère 299
- Latécoère 523
- Latécoère 611
- Loire 130
- Loire 210
- Potez 25
- Potez 452
- Potez 540
- Loire-Nieuport LN-401
- Wibault 313[11]

 Italia
- Ansaldo AC.3
- Breda A.7
- Fiat B.R.3